# Nancy Etchemendy
Nancy Elise Howell Etchemendy (Reno, 19 febbraio 1952) è una scrittrice statunitense.

## Biografia
Nata Nancy Elise Howell nel 1952 a Reno, Nevada, vive e lavora nella Northern California.
Conseguito un B.A. all'Università del Nevada-Reno nel 1974, ha lavorato presso diverse industrie e compagnie nel settore delle arti grafiche e della litografia.
Sposata con il filosofo John Etchemendy, a partire dagli anni '80 ha pubblicato diversi romanzi, racconti e poesie ascrivibili al genere horror, fantascientifico e della letteratura per ragazzi.
Nel corso della sua carriera le sono stati assegnati numerosi riconoscimenti tra cui tre Bram Stoker: 2 nella categoria "Narrativa per ragazzi" e uno nella sezione "racconto".

## Opere principali

### Serie "Watchers of Space"
- The Watchers of Space (1980)
- The Crystal City (1985)

### Altri romanzi
- Stranger from the Stars (1983)
- Il potere di Undo (The Power of UN, 2000), Milano, Salani, 2004 illustrazioni di Fabian Negrin ISBN 88-8451-311-1.

### Racconti
- Cat in Glass (2001)

## Premi e riconoscimenti
- Premio Bram Stoker alla Narrativa per ragazzi: 1998 per Bigger than Death e 2000 per Il potere di Undo
- HWA Silver Hammer Award: 2001 alla carriera
- Eleanor Cameron Award: 2001 per Il potere di Undo
- Premio Bram Stoker al racconto: 2004 per Nimitseahpah
- International Horror Guild Award For Best Short Fiction: 2007 per Honey in the Wound